# Liste des provinces canadiennes par taux de chômage en 2022
 (mars 2023).
La mise en forme du texte ne suit pas les recommandations de Wikipédia : il faut le « wikifier ».
Les points d'amélioration suivants sont les cas les plus fréquents. Le détail des points à revoir est peut-être précisé sur la page de discussion.
- Les titres sont pré-formatés par le logiciel. Ils ne sont ni en capitales, ni en gras.
- Le texte ne doit pas être écrit en capitales (les noms de famille non plus), ni en gras, ni en italique, ni en « petit »…
- Le gras n'est utilisé que pour surligner le titre de l'article dans l'introduction, une seule fois.
- L'italique est rarement utilisé : mots en langue étrangère, titres d'œuvres, noms de bateaux, etc.
- Les citations ne sont pas en italique mais en corps de texte normal. Elles sont entourées par des guillemets français : « et ».
- Les listes à puces sont à éviter, des paragraphes rédigés étant largement préférés. Les tableaux sont à réserver à la présentation de données structurées (résultats, etc.).
- Les appels de note de bas de page (petits chiffres en exposant, introduits par l'outil «  Source ») sont à placer entre la fin de phrase et le point final[comme ça].
- Les liens internes (vers d'autres articles de Wikipédia) sont à choisir avec parcimonie. Créez des liens vers des articles approfondissant le sujet. Les termes génériques sans rapport avec le sujet sont à éviter, ainsi que les répétitions de liens vers un même terme.
- Les liens externes sont à placer uniquement dans une section « Liens externes », à la fin de l'article. Ces liens sont à choisir avec parcimonie suivant les règles définies. Si un lien sert de source à l'article, son insertion dans le texte est à faire par les notes de bas de page.
- La présentation des références doit suivre les conventions bibliographiques. Il est recommandé d'utiliser les modèles {{Ouvrage}}, {{Chapitre}}, {{Article}}, {{Lien web}} et/ou {{Bibliographie}}. Le mode d'édition visuel peut mettre en forme automatiquement les références.
- Insérer une infobox (cadre d'informations à droite) n'est pas obligatoire pour parachever la mise en page.

Pour une aide détaillée, merci de consulter Aide:Wikification.
Si vous pensez que ces points ont été résolus, vous pouvez retirer ce bandeau et améliorer la mise en forme d'un autre article.
La liste des provinces canadiennes par taux de chômage s'appuie sur un taux de chômage sans variations saisonnières. Vous trouverez ci-dessous une comparaison des taux de chômage sans variations saisonnières par province/territoire. Ces données ont été fournies par l'Enquête sur la population active de Statistique Canada. Les données non désaisonnalisées (avec variations saisonnières) reflètent le taux de chômage actuel réel, tandis que les données désaisonnalisées (sans variations saisonnières) suppriment la composante saisonnière de l'information.

## Chômage par province
| Province                  | Taux de chômage (en % de la population active en mars 2022) | Variation mensuelle en pourcentage (=baisse du chômage) | Pays comparables (en %) |
| ------------------------- | ----------------------------------------------------------- | ------------------------------------------------------- | ----------------------- |
| Alberta                   | 6.5                                                         | 0,8 %                                                   | Lettonie (6,4)          |
| Colombie-Britannique      | 5.1                                                         | 0,2 %                                                   | Chypre (5,1)            |
| Manitoba                  | 5.3                                                         | 0,1 %                                                   | Roumanie (5,3)          |
| Terre-Neuve-et-Labrador   | 12.9                                                        | 1,3 %                                                   | Zambie (13)             |
| Nouveau-Brunswick         | 7.7                                                         | 0,2 %                                                   | Suède (7,7)             |
| Nouvelle-Écosse           | 6.5                                                         | 1,4 %                                                   | Lettonie (6,4)          |
| Ontario                   | 5.3                                                         | 0,7 %                                                   | Roumanie (5,3)          |
| Île-du-Prince-Édouard     | 8.1                                                         | 0,3 %                                                   | Italie (8,1)            |
| Québec                    | 4.1                                                         | 0,3 %                                                   | Liberia (4,1)           |
| Saskatchewan              | 5.0                                                         | 10%                                                     | Turkménistan (5,1)      |
| Canada(moyenne nationale) | 5.3                                                         | 0,6 %                                                   | Roumanie (5,3)          |

Les définitions du plein emploi moderne vont de 3% à 6% de taux de chômage.

## Différences entre les données et les taux américains
Par rapport aux États-Unis, le Canada utilise une mesure différente pour évaluer le taux de chômage. Un analyste du Bureau américain des statistiques du travail a déclaré que si le taux de chômage canadien était ajusté aux concepts américains, il serait réduit de 1 point de pourcentage.
Au Canada, les jeunes de 15 ans sont inclus dans les enquêtes sur la population en âge de travailler et sont donc inclus dans leurs calculs. Aux États-Unis, les jeunes de 15 ans ne sont pas inclus dans les calculs. De plus, feuilleter les petites annonces dans un journal ou sur internet classe les individus comme étant en recherche d'emploi au Canada, mais pas aux États-Unis. L'utilisation de ces méthodes passives de recherche d'emploi au Canada est de plus en plus importante et peut expliquer la hausse de +1 % pour les chiffres canadiens.

## Chiffres extrêmes du chômage
Le niveau de chômage national le plus bas est survenu en 1947 avec un taux de chômage de 2,2 %. Il s'explique par la baisse de  travailleurs disponibles causée par la Seconde Guerre mondiale.
Le taux de chômage le plus élevé au Canada a été atteint en décembre 1982. Pendant la récession du début des années 1980, le taux de chômage était de 13,1 % de la population. Il avait pour principales origines des facteurs économiques américains. La principale cause de cette récession était une politique monétaire restrictive mise en place par le Système fédéral de réserve des États-Unis pour limiter l'inflation.
Pendant la Grande Dépression, le chômage urbain dans tout le Canada était de 19 %. Celui de Toronto était de 17 %, selon le recensement de 1931. Les agriculteurs qui restaient sur leurs fermes n'étaient pas considérés comme des chômeurs.